# Låsby Sogn
Låsby Sogn er et sogn i Skanderborg Provsti (Århus Stift).
Låsby Sogn blev i 1855 anneks til Dallerup Sogn. Begge sogne hørte til Gjern Herred i Skanderborg Amt. Trods annekteringen var Dallerup og Låsby to selvstændige sognekommuner. Ved kommunalreformen i 1970 blev Dallerup indlemmet i Gjern Kommune, som ved strukturreformen i 2007 indgik i Silkeborg Kommune, mens Låsby blev indlemmet i Ry Kommune, som ved strukturreformen indgik i Skanderborg Kommune.
I Låsby Sogn ligger Låsby Kirke.

## Stednavne
I sognet findes følgende autoriserede stednavne:
- Elleskovhuse (bebyggelse)
- Flensted (bebyggelse, ejerlav)
- Kalbygård Skov (areal)
- Klankballe Høj (areal)
- Korsvej (bebyggelse)
- Lysmose (bebyggelse)
- Låsby (bebyggelse, ejerlav)
- Låsby Stationsby (bebyggelse)
- Låsby Østerskov (bebyggelse)

## Geografi og historie
Bebyggelse i Låsby kan føres tilbage til Vikingetiden, hvor den første kirke menes opført. I dag ligger Låsby centralt placeret mellem Silkeborg og Aarhus ved Herningmotorvejen og landevejen Skanderborg-Hammel–Randers.
Ordet "Lås" i Låsby har ikke noget at gøre med en nøglelås, men er derimod navnet for en græsgang med kreaturer eller får.